# José Aricó
José María Aricó (Villa María, 27 de julio de 1931 – Buenos Aires, 22 de agosto de 1991) fue un intelectual marxista nacido en Villa María, Provincia de Córdoba (Argentina).

## Biografía
Su adopción del marxismo se remonta a su adolescencia, durante la militancia estudiantil, cuando descubre el materialismo histórico en las páginas de Orientación, semanario del Partido Comunista. Esa vocación política que comienza a despertarse a los trece años en su Villa María natal en la provincia de Córdoba, lo convertirá con el tiempo en un verdadero forjador de la cultura socialista latinoamericana. Dirigirá la biblioteca de Villa María hasta octubre de 1955, cuando se produce el golpe de Estado, por sus ideas cercanas al marxismo debe marchar brevemente al exilio. Durante su juventud militó en el Partido Comunista, donde conoce a Héctor Agosti. Es Agosti quien lo introduce tempranamente a las ideas del teórico italiano Antonio Gramsci y de las discusiones contemporáneas que suscitaban sus ideas en el ambiente comunista italiano. En esos años, Aricó colaborará con traducciones del pensador italiano para las ediciones que preparaba Agosti.
En 1961, junto con otros destacados jóvenes intelectuales, fundará la revista Pasado y Presente. Producto de esa iniciativa, y la política que expresaba, es expulsado del Partido Comunista. Sin embargo, continuará con su participación política activa pero más cerca de la floreciente nueva izquierda, que iba desde Wright Mills al guevarismo y el maoismo. En su labor editorial, continuará con Pasado y Presente. Su publicación, en su primer época, se sostendrá entre los años 1963-1965, con la participación de figuras como Juan Carlos Portantiero, Oscar Masotta, Oscar del Barco, Héctor Schmucler, y Samuel Kiczkowski, entre tantos. Luego será continuada luego con la serie de los Cuadernos de Pasado y Presente y, más tarde, con la segunda época de la revista. Alrededor de la revista y los cuadernos, se conformará los (auto)denominados "gramscianos argentinos", intelectuales de izquierdas sin una pertenencia orgánica a la vieja tradición del partido comunista y con una recepción renovadora del marxismo particularmente a las ideas gramscianas y del marxismo italiano.
Exiliado en México desde el golpe de 1976, dirige la Biblioteca del Pensamiento Socialista, donde desarrolla una importante labor editorial que le valió gran reconocimiento al dar a conocer, en muchos casos por primera vez en español, obras de teóricos como Bauer, Kautsky, Bernstein, Grossmann, y del mismo Marx. Fue profesor en FLACSO y por invitación de muchas universidades latinoamericanas y europeas, transmitió sus ideas a través de cursos y conferencias.
A su vuelta, junto con sus amigos Juan Carlos Portantiero y Jorge Tula fundan en Buenos Aires la revista La Ciudad Futura y el Club de Cultura Socialista, que desde su muerte lleva su nombre. 
En 1988 publicó La cola del diablo. Itinerario de Gramsci en América Latina, un texto que nace a raíz de su participación en el seminario internacional realizado por el Instituto Gramsci en Ferrara (Italia) en septiembre de 1985, y que tuvo como título "Las transformaciones políticas de América Latina. Presencia de Gramsci en la cultura latinoamericana".
También Argentina, será investigador principal del Consejo Nacional de Investigaciones Científicas y Técnicas (CONICET).
Su obra consta de numerosos ensayos, artículos y libros, entre ellos: